# Colette (película)
Colette es una película biográfica (una coproducción estadounidense-británica-húngara) de drama del 2018, dirigida por Wash Westmoreland, escrita por Westmoreland y Richard Glatzer, basada en la vida de la novelista francesa Colette. Está protagonizada por Keira Knightley, Dominic West, Eleanor Tomlinson y Denise Gough.
Se estrenó mundialmente en el Festival de Cine de Sundance el 20 de enero de 2018. Fue estrenada en Estados Unidos el 21 de septiembre de 2018, por Bleecker Street y 30West. Tendrá su estreno en Londres en el Festival de Cine de Londres. Fue estrenada en el Reino Unido el 11 de enero de  2019, por Lionsgate.

## Reparto
- Keira Knightley como Gabrielle Colette.
- Dominic West como Henry Gauthier-Villars.
- Eleanor Tomlinson como Georgie Raoul-Duval.
- Aiysha Hart como Polaire.
- Fiona Shaw como Sido.
- Denise Gough como Mathilde de Morny.
- Robert Pugh como Jules.
- Rebecca Root como Rachilde.
- Jake Graf como Gaston Arman de Caillavet.
- Julian Wadham como Ollendorff.

## Producción
El 1 de febrero de 2016 se anunció que Colette sería dirigida por Wash Westmoreland (Siempre Alice, 2014), quien coescribió el guion con su esposo y colaborador de Siempre Alice, Richard Glatzer. El filme reúne al equipo de producción detrás de Carol, Number 9 Films y Killer Films. Bold Films financió y coprodujo la película. El mismo día Deadline anunció que Keira Knightley sería Colette. El 15 de mayo de 2017, se anunció que Dominic West se había unido al reparto como el primer esposo de Colette. Deadline anunció el 23 de mayo de 2017 que Denise Gough, Fiona Shaw, Robert Pugh y Rebecca Root se habían unido a Knightley y West en la cinta. El 21 de junio de 2017, se anunció que Eleanor Tomlinson y Aiysha Hart también se habían incorporado al elenco.
Gary Michael Walters anunció que el rodaje comenzaría en verano de 2017. El 26 de mayo de 2017, el equipo de la película fue visto en una granja filmando la película en Londres. Luego, Knightley fue vista en las calles de Budapest, Hungría, en su día libre de filmar ahí.

## Estreno
La película tuvo su estreno mundial en el Festival de Cine de Sundance el 20 de enero de 2018. Poco tiempo después, Bleecker Street, 30West y Lionsgate adquirieron los derechos de distribución de Estados Unidos y Reino Unido respectivamente. Fue estrenada en Estados Unidos en cines seleccionados el 21 de septiembre de 2018 y con distribución general el 12 de octubre de 2018. Fue estrenada en el Reino Unido el 11 de enero de 2019.

## Recepción
Colette ha recibido reseñas positivas de parte de la crítica y de la audiencia. En el portal Rotten Tomatoes, la película posee una aprobación de 86%, basada en 132 reseñas, con una calificación de 7.4/10, mientras que de parte de la audiencia tiene una aprobación de 78%, basada en 618 votos, con una calificación de 3.9/5.
Metacritic le ha dado a la película una puntuación de 74 de 100, basada en 34 reseñas, indicando "reseñas generalmente favorables". En el sitio IMDb los usuarios le han dado una calificación de 7.0/10, sobre la base de 1518 votos. En la página FilmAffinity tiene una calificación de 6.7/10, basada en 30 votos.